# 매문사

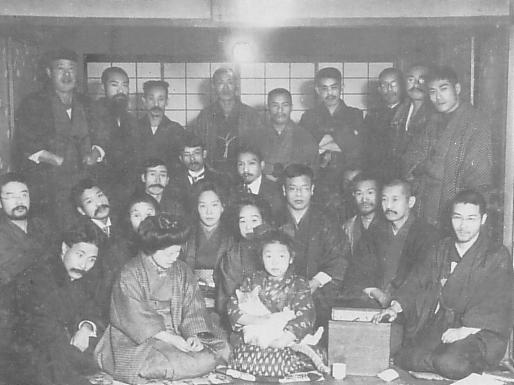

매문사(일본어: 売文社 바이분샤[*])는 적기사건 형기를 마치고 출옥한 사카이 토시히코가 코토쿠 대역 사건 이후 "사회주의 겨울 시대"에 생활비도 벌 겸, 전국의 사회주의자 사이의 연락을 유지, 확보할 겸 설립한 대필·문장대리를 업으로 하는 단체였다. 사카이가 사장을 맡았다. 1910년(메이지 43년) 12월 31일 발족해 1919년(다이쇼 8년) 3월까지 유지되었다.
오스기 사카에, 아라하타 칸손, 타카바타케 모토유키, 야마카와 히토시, 와다 큐타로, 시라야나기 슈코, 야마구치 코켄, 하시우라 토키오 등이 참여했다. 기관지로 『수세미꽃』이 있었으며, 이후 『신사회』로 개칭했다.